# چینگلا مونگ چودوری ماری
چینگلا مونگ چودوری ماری (بنگالی: চিং হ্লা মং চৌধুরী মারী؛ ۲۹ سپتامبر ۱۹۳۸ – ۹ مهٔ ۲۰۱۲) بازیکن فوتبال بود.
وی همچنین در تیم ملی فوتبال پاکستان بازی کرده است.